# Chlorochroa
Chlorochroa es un género de chinches de la familia Pentatomidae. Es de distribución holártica, con mayor diversidad en Norteamérica. Hay más de 20 especies descritas. Son de forma aproximadamente ovalada, color verde, castaño verdoso a casi negro con marcas blanquecinas o amarillentas en el borde del pronoto y élitros. El escutelo es alargado y triangular.

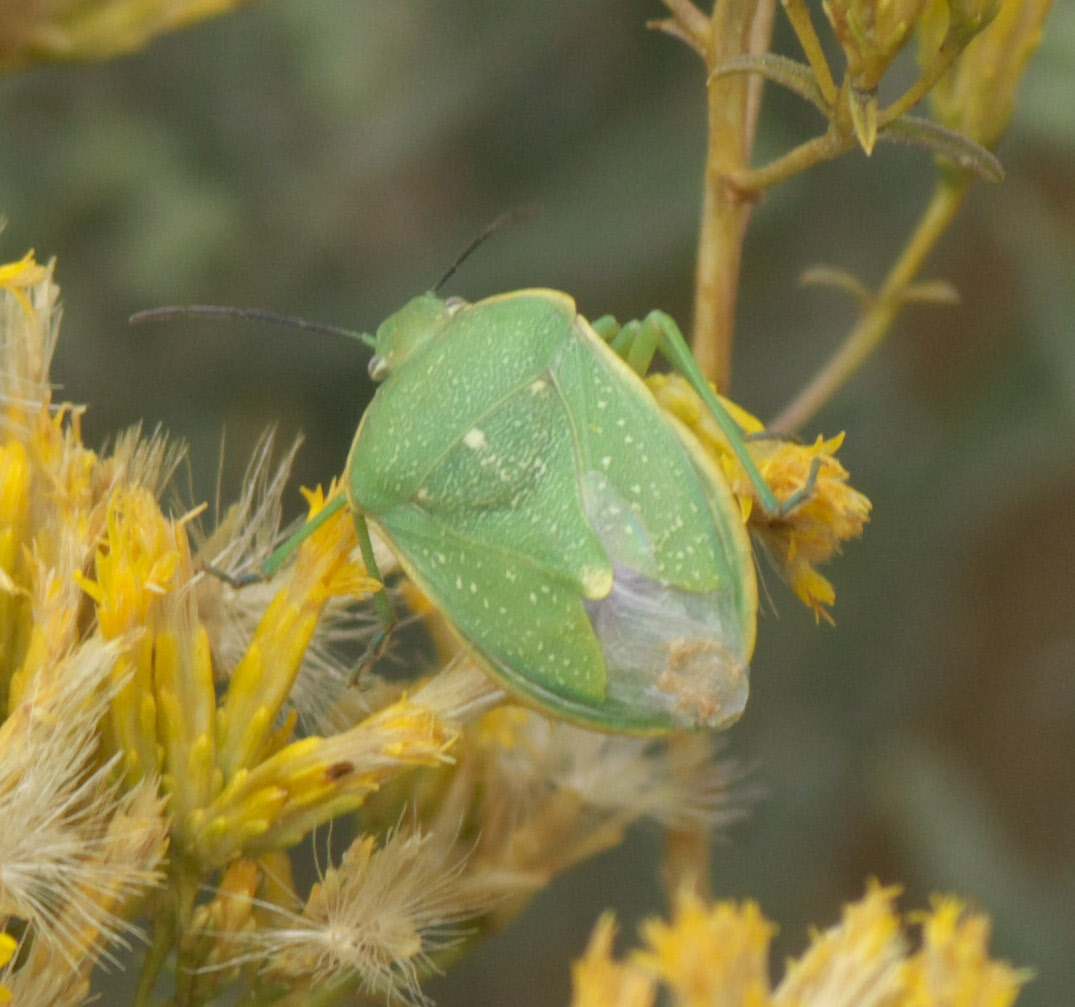
Chlorochroa uhleri

## Especies
- C. belfragii (Stål, 1872)
- C. congrua Uhler, 1876
- C. dismalia Thomas, 1983
- C. faceta (Say, 1825)
- C. granulosa (Uhler, 1872)
- Chlorochroa juniperina (Linnaeus, 1758)
- C. kanei Buxton & Thomas, 1983
- C. ligata (Say, 1832)
- C. lineata Thomas, 1983
- C. norlandi Buxton and Thomas, 1983
- C. opuntiae Esselbaugh, 1948
- C. osborni (Van Duzee, 1904)
- C. persimilis Horvath, 1908
- Chlorochroa pinicola (Mulsant & Rey, 1852)
- Chlorochroa reuteriana (Kirkaldy, 1909)
- C. rita (Van Duzee, 1934)
- C. rossiana Buxton & Thomas, 1983
- C. saucia (Say, 1832)
- C. sayi Stål, 1872
- C. senilis (Say, 1832)
- C. uhleri (Stål, 1872)
- C. viridicata (Walker, 1867)